# Affare fatto (film)
Affare fatto (Unfinished Business) è un film del 2015 diretto da Ken Scott.

## Trama
Daniel "Dan" Trunkman è sposato con Susan e ha due figli: il più grande si chiama Paul e a scuola soffre di bullismo, e la figlia si chiama Bess. Daniel è anche un solerte impiegato, ma un giorno ha una discussione salariale con Chuck Portnoy, la CEO della Dynamic Systems, la ditta nel settore della vendita di trucioli metallici per cui lavora. Daniel non essendo disposto ad accettare una riduzione di stipendio, decide di licenziarsi e mettersi in proprio con altri due soci: Timothy McWinters, un collega anziano, oramai pensionato e Mike Pancake, un giovane alle prime armi che era alla Dynamic Systems per un colloquio. Dopo circa un anno in cui la loro azienda ha avuto difficoltà di avvio, per concludere un importante affare, i tre decidono di andare dapprima a Portland dove incontrano l'investitore Jim Spinch e un vecchio amico Bill Whilmsley e subito dopo in Europa, più precisamente in Germania, per stringere definitivamente "la mano" e chiudere l'affare. Ma per concludere un contratto, i tre avranno alcuni divertenti imprevisti, ritrovandosi alla fine contro i loro ex colleghi, Chuck Portnoy e Jim Spinch.

## Distribuzione
Il film è stato distribuito nelle sale cinematografiche statunitensi il 6 marzo 2015. In Italia è stato distribuito il 7 maggio 2015.